# Cymadothea trifolii
Cymadothea trifolii ist eine Pilzart aus der Ordnung der Rußtaupilzartigen (Capnodiales). Die Art ist häufig, insbesondere in feuchten Sommern.

## Merkmale
Auf der Unterseite von Klee-Blättern bilden sich schwarze Flecken mit einem Durchmesser von 1 Millimeter, die mehr oder weniger stark miteinander verschmelzen. Auf den Flecken finden sich auf korkenzieherartig gewundene Trägern Konidien. Sie sind zweizellig und messen 20 bis 24 × 9 bis 12 Mikrometer. Pseudothecien bilden sich nach der Überwinterung auf abgestorbenen Blättern.

## Bedeutung
Cymadothea trifolii ist der Erreger der Kleeschwärze. Der von diesem Pilz befallene Klee ist für Nutzvieh giftig.

## Belege
- Rudolf Schubert, Horst Herbert Handke, Helmut Pankow: Rothmaler Exkursionsflora von Deutschland. Band 1: Niedere Pflanzen. Spektrum Akademischer Verlag, München 2005, ISBN 3-8274-0655-2.